# 市原市立戸田小学校
市原市立戸田小学校（いちはらしりつ とだしょうがっこう）は、千葉県市原市馬立にある公立小学校。文部科学省の学校コードはB112210004529、旧学校調査番号は121071。通称は戸小（としょう）。

## 概要
市原市中部の南総地区に位置する。80年以上続く「戸田体操」が本校の特徴として挙げられる。戸田体操とは裸足で大きく足を広げ、校庭に立った子どもたちが身体をめいっぱい反らして前屈、後屈、倒立ときびきび動くものである。本校では日頃の体育教育の成果を発表する体育公開研究会を毎年実施しており、屈伸や上体そらしなどの体操を披露する。中でも6年生は特に難易度の高い体操を行う。
学校の評価として、1958年（昭和33年）に体育優良校として全国表彰を受賞、また1988年（昭和63年）にも千葉県学校体育優良校として千葉県表彰を受賞している。体育研究に関しては2016年（平成28年）までの市原市教育委員会の研究指定校指定回数は6回を数え、2015年（平成27年）には全国学校体育研究文部科学大臣表彰を受賞している。

## 沿革

### 概歴

#### 馬立小学校（第一期）期
1873年（明治6年）6月10日ににて馬立小学校（龍源寺、馬立1124番地）として開校し、同年9月12日に上高根小学校（称禮寺、上高根620番地2）を分離、さらに1875年（明治8年）1月に上高根小学校から中高根小学校が分離、同年3月には馬立小学校に栢橋付属校を設置した。1876年（明治3年）3月には馬立小学校の学区の一部を栢橋付属校に分離して寺谷小学校（満貸寺）が開校している。

#### 上高根小学校期
1878年（明治11年）3月に馬立小学校、中高根小学校、寺谷小学校の大部分を上高根小学校が吸収し、旧馬立小学校の一部は上高根小学校馬立分校、旧中高根小学校の一部は上高根小学校中高根分校、旧寺谷小学校は寺谷付属校となるが、同年5月に教員不足のため中高根分校は本校に統合となった。1880年（明治13年）には馬立分校が上高根小学校の本校に統合した。

#### 馬立小学校（第二期） - 戸田第一尋常高等小学校期
1881年（明治14年）に、再び馬立小学校（龍源寺）、上高根小学校（宝生寺）、寺谷小学校（万蹟寺）の3校に分離するが、1887年（明治20年）には馬立小学校と上高根小学校が統合して馬立尋常小学校（龍源寺・宝生寺）となった。翌年に馬立字宿1627番地に移転し、初の独立校舎を持つ。1893年（明治26年）に馬立尋常高等小学校に改称したのち、1897年（明治30年）に戸田第一尋常高等小学校と改称した。

#### 戸田尋常高等小学校 - 戸田村立戸田国民学校期
1914年（大正3年）になると、寺谷小学校〈2代目〉から改称した戸田第二尋常小学校（玉泉寺）が統合し、戸田尋常高等小学校となる。1916年（大正5年）には馬立字水田830番地に校地移転すると同時に旧戸田第二尋常小学校区に戸田尋常高等小学校寺谷分教場が設置された。1941年（昭和16年）に国民学校令によって戸田村立戸田国民学校に改称されている。

#### 戸田小学校期
戦後の1947年（昭和22年）に学校教育法施行に伴い戸田村立戸田小学校となり、寺谷分教場は寺谷分校と改称した。1954年（昭和29年）に町村合併により南総町立戸田小学校に改称後、1967年（昭和42年）に再度の市町村合併により現校名の市原市立戸田小学校となった。1980年（昭和55年）には寺谷分校を市原市立寺谷小学校として分離している。2025年（令和7年）4月1日より市原市立寺谷小学校を統合する予定である。

### 年表
年表は以下の通りである。
- 1873年（明治6年）
  - 6月10日 - 馬立小学校として開校。
  - 9月12日 - 上高根小学校を分離。
- 1875年（明治8年）
  - 1月 - 上高根小学校から中高根小学校が分離。
  - 3月 - 馬立小学校の栢橋付属校を設置。
- 1876年（明治9年）3月 - 馬立小学校の学区の一部を統合して栢橋付属校が寺谷小学校に改称。
- 1878年（明治11年）
  - 3月 - 上高根小学校が馬立小学校、中高根小学校、寺谷小学校大部分を統合する。
  - 5月 - 中高根分校を本校に統一。
- 1880年（明治13年）5月28日 - 馬立分校が本校に統合。
- 1881年（明治14年）11月 - 馬立小学校、上高根小学校、寺谷小学校の3校に分離。
- 1887年（明治20年）4月1日 - 馬立小学校と上高根小学校が統合して馬立尋常小学校に改称。
- 1888年（明治21年）12月1日 - 馬立字宿1627番地に移転。
- 1889年（明治22年）4月1日 - 基礎科設置。
- 1893年（明治26年）4月21日 - 馬立尋常高等小学校に改称。
- 1897年（明治30年）5月 - 戸田第一尋常高等小学校に改称。
- 1914年（大正3年）10月5日 - 戸田第一尋常高等小学校と戸田第二尋常小学校が統合して戸田尋常高等小学校に改称。
- 1916年（大正5年）4月 - 馬立830番地に移転。寺谷分教場を寺谷285番地1に設置。
- 1941年（昭和16年）4月1日 - 戸田村立戸田国民学校に改称[5]。
- 1947年（昭和22年）
  - 3月29日 - 戸田村立戸田小学校に改称。寺谷分教場は寺谷分校に改称。
  - 5月1日 - 敷地内に戸田村立戸田中学校が併設する形で開校[5]。
- 1954年（昭和29年）11月15日 - 南総町立戸田小学校に改称[5]。併設の中学校も同様に南総町立戸田中学校に改称[5]。
- 1967年（昭和42年）10月1日 - 市原市立戸田小学校に改称[5]。併設の中学校も同様に市原市立戸田中学校に改称[5]。
- 1971年（昭和46年）3月31日 - 併設の市原市立戸田中学校閉校[5]。
- 1977年（昭和52年） - 新校舎供用開始[5]。
- 1981年（昭和55年）4月1日 - 市原市立寺谷小学校を分離[5]。
- 1981年（昭和56年） - 増築新校舎、既存校舎と増築校舎の渡り廊下の供用開始[5]。
- 1986年（昭和61年） - 新体育館の供用開始[5]。
- 2025年（令和7年）4月1日 - 市原市立寺谷小学校を統合（予定）[6]。

## 校則

### 校章
戸田中学校の校章を、「中」を「小」に書き換えて使用している。

## 施設

### 敷地
敷地の詳細は以下の通りである。
| 所在地     | 〒290-0221 千葉県市原市馬立830番地 |
| 所有者     | 市原市                             |
| 敷地面積   | 16,644m2                           |
| 用途地域   | 第一種住居地域                     |
| 指定建蔽率 | 60%                                |
| 指定容積率 | 200%                               |
| 取得価格   | 641,685,000円                      |

### 建物
敷地内の建物は以下の通りである。
| 棟番号 | 棟名称     | 構造 | 階数        | 延床面積   | 建築年 | 耐震情報   | 備考     |
| ------ | ---------- | ---- | ----------- | ---------- | ------ | ---------- | -------- |
| 001    | 校舎-2     | RC造 | 地上3階建て | 2,372.00m2 | 1981年 | 新耐震     | IS値0.91 |
| 002    | 校舎-1     | RC造 | 地上3階建て | 1,138.00m2 | 1977年 | 耐震工事済 | IS値0.71 |
| 003    | 体育館     | RC造 | 地上1階建て | 888.00m2   | 1986年 | 新耐震     |          |
| 004    | 渡り廊下   | RC造 | 地上3階建て | 217.00m2   | 1981年 | 新耐震     | IS値0.73 |
| 005    | 倉庫・物置 | S造  | 地上1階建て | 28.00m2    | 1996年 | -          |          |
| 006    | 倉庫・物置 | 木造 | 地上1階建て | 26.00m2    | 1981年 | -          |          |
| 007    | 倉庫・物置 | S造  | 地上1階建て | 26.00m2    | 1973年 | -          |          |
| 008    | 倉庫・物置 | 木造 | 地上1階建て | 26.00m2    | 1988年 | -          |          |
| 009    | 倉庫・物置 | 木造 | 地上1階建て | 20.00m2    | 1986年 | -          |          |
| 010    | 倉庫・物置 | S造  | 地上1階建て | 19.00m2    | 1991年 | -          |          |
| 011    | 倉庫・物置 | S造  | 地上1階建て | 14.00m2    | 1973年 | -          |          |
| 012    | 倉庫・物置 | S造  | 地上1階建て | 7.00m2     | 1978年 | -          |          |

### 併設施設
- 戸田小学校児童クラブ（学童保育）

## 規模
2022年（令和4年）4月1日現在の学校規模は以下の通りである。
| 児童数       | 143名    |
| 学級数       | 8学級    |
| 通学区域面積 | 9.387km2 |
| 通学域世帯数 |          |
| 通学区域人口 | 6,403人  |

## 通学区域
以下の町丁字とその範囲を通学区域として指定している。
- 風戸の一部
- 馬立
- 上原
- 中高根の一部
- 上高根の一部

## 通学区域内施設
- 光風台駅（小湊鐵道）
- 馬立駅（小湊鐵道）
- 永野病院

## 中学校区
1947年度 - 1954年度途中
- 戸田村立戸田中学校

1954年度途中 - 1967年度途中
- 南総町立戸田中学校

1967年度途中 - 1970年度
- 市原市立戸田中学校

1971年度 -
- 市原市立南総中学校

## 隣接小学校区
- 市原市立有秋東小学校
- 市原市立光風台小学校
- 市原市立養老小学校
- 市原市立牛久小学校
- 市原市立寺谷小学校
- 袖ケ浦市立平岡小学校幽谷分校